# Paradrina flavirenoides
Paradrina flavirenoides là một loài bướm đêm trong họ Noctuidae.